# Санта-Марина
Санта-Марина (итал. Santa Marina) — коммуна в Италии, располагается в регионе Кампания, в провинции Салерно.
Население составляет 3292 человека (2008 г.), плотность населения составляет 117 чел./км². Занимает площадь 28 км². Почтовый индекс — 84070 (capoluogo), 84067 (Policastro Bussentino). Телефонный код — 0974.
Покровительницей коммуны почитается святая Марина из Вифинии, празднование 18 июня.

## Демография
Динамика населения:

## Администрация коммуны
- Официальный сайт: http://www.comune.santamarina.sa.it/